# NGC 1590
NGC 1590 este o galaxie spirală situată în constelația Taurul. A fost descoperită în 28 octombrie 1865 de către Heinrich Louis d'Arrest. Se află la o distanță de 52,9 de megaparseci de Pământ.